# Louis Albert Bourgault-Ducoudray
Louis Albert Bourgault-Ducoudray (Nantes, 2 febbraio 1840 – Parigi, 4 luglio 1910) è stato un compositore francese.
Seguendo la volontà del padre armatore, studiò diritto e contemporaneamente si avvicinò alla musica. Già all'età di diciotto anni compose il suo primo lavoro, un'opera comica, intitolata L'atelier de Prague (1859).
Successivamente si iscrisse al conservatorio di Parigi. Dopo aver composto l'opera François d'Amboise, istituì una società corale.
Durante un suo viaggio in Grecia venne in contatto con vari canti popolari, dai quali prese spunto per comporre un Etude sur la musique ecclésiastique grecque (1877).
In seguito assunse il ruolo di insegnante di storia della musica presso il conservatorio.

## Opere principali
- Stabat Mater, (1968)
- Jeanne Hachette, (1891)
- Thamara, (1891 al Palais Garnier di Parigi)